# SESVanderHave
A SESVanderHave egy belgiumi székhelyű cukorrépa-vetőmag nemesítő cég. A név a belga SES Europe és holland DJ VanderHave cégek nevéből adódik, melyek 2005-ben egyesültek. A cég jelenleg egy francia, vetőmagokra specializálódott családi vállalkozás, a Florimond Desprez csoport tagja. Tienen (Belgium) mellett Kijevben (Ukrajna) és Alexejevkában (Oroszország) is található vetőmag üzemük, ahonnan a magokat körülbelül 50 országban forgalmazzák. A SESVanderHave hivatalos hazai forgalmazója a Sesvanderhave Hungary Kft.

## Magyarországi fajta lista
- TOREADOR: RZ (Rizománia) + CR (Cerkospóra) toleráns, normál-kései betakarításhoz.
- FERRET: RZ + CR toleráns, normál-kései betakarításhoz.
- DESEDA: RZ + CR toleráns, normál-kései betakarításhoz.
- HURRICANE: CR toleráns, korai-normál betakarításhoz.
- KOMODO: CR toleráns, korai-normál betakarításhoz.

## Fordítás
Ez a szócikk részben vagy egészben  a   SESVanderHave című német Wikipédia-szócikk fordításán alapul.  Az eredeti cikk szerkesztőit annak laptörténete sorolja fel. Ez a jelzés csupán a megfogalmazás eredetét és a szerzői jogokat jelzi, nem szolgál a cikkben szereplő információk forrásmegjelöléseként.